# Bâtiment de la vieille municipalité de Nova Varoš
Le bâtiment de la vieille municipalité de Nova Varoš (en serbe cyrillique : Зграда Старе општине у Новој Вароши ; en serbe latin : Zgrada Stare opštine u Novoj Varoši) se trouve à Nova Varoš, dans le district de Zlatibor, en Serbie. Il est inscrit sur la liste des monuments culturels protégés de la république de Serbie (identifiant no SK 1497),.

## Présentation
La construction du bâtiment a commencé à la fin du XIXe siècle pour répondre aux besoins de l'administration ottomane de l'époque ; elle s'est achevée en 1909.
Le bâtiment est constitué d'un rez-de-chaussée et d'un étage ; de plan rectangulaire, il dispose de deux avancées latérales et d'une saillie centrale où se trouve le porche de l'entrée principale. L'influence de l'architecture civile européenne se reflète dans le caractère massif du bâtiment, les grandes fenêtres et les façades plates, tandis que l'influence de l'architecture ottomane traditionnelle se fait sentir en relation avec l'intérieur et la silhouette du bâtiment, ainsi que les éléments décoratifs comme les arcs brisés au-dessus des fenêtres de la façade principale.
Le monument offre ainsi l'exemple rare d'un bâtiment créé après l'introduction de réformes dans l'Empire ottoman et dont les formes sont une synthèse des courants néoromantiques européens et de l'architecture islamique traditionnelle.